# Tim Rozon
Timothy James "Tim" Rozon (Montreal, 4 de junho de 1976) é um ator canadense. Ele é mais conhecido por interpretar o papel de Tommy Quincy no programa Instant Star, além de ter dado vida ao personagem Doc Holliday na série Wynonna Earp.

## Carreira
O primeiro papel digno de nota de Tim Rozon foi apoiar Mira Sorvino no filme da A&E de 2000, The Great Gatsby. Sua grande chance veio em 2004, quando ele conseguiu o papel de Tom "Tommy Q" Quincy no drama adolescente da CTV/TeenNick, Instant Star, um papel que ele interpretou por quatro temporadas.
Em 2018, ele e o elenco de Wynonna Earp receberam o People's Choice Award de melhor programa de ficção científica. O programa ganhou como candidato a write in devido ao fandom do programa conhecido como "Earpers".

## Vida pessoal
Tim Rozon mora em Montreal, onde é co-proprietário do restaurante Garde Manger com o chef canadense Chuck Hughes. Ele se casou em setembro de 2015 e tem um filho.

## Filmografia
| Ano       | Título                     | Papel               | Notas                                        |
| --------- | -------------------------- | ------------------- | -------------------------------------------- |
| 2000      | The Great Gatsby           | Dandy Man           |                                              |
| 2003      | See Jane Date              | Waiter              |                                              |
| 2004      | Crimes of Fashion          | Marcus              |                                              |
| 2004      | Naked Josh                 | Charles             | 1 Episódio                                   |
| 2004      | Fries With That            | John Smith          | 1 Episódio                                   |
| 2004      | Boss Girl                  | Marcus              |                                              |
| 2004      | I Do (But I Don't)         | Rick Corina         |                                              |
| 2004      | 15/Love                    | Jimmy Kane          | 1 Episódio                                   |
| 2004      | Pure                       | Sam                 |                                              |
| 2006      | Duo                        | Lewis               |                                              |
| 2006      | End of the Line            | John                |                                              |
| 2007      | 2 Strangers and a Foosball | Duke                |                                              |
| 2008      | Production Office          | Double D            |                                              |
| 2008      | Fire and Fury              | Claude              |                                              |
| 2004–2008 | Instant Star               | Tommy Quincy        | 52 Episódios                                 |
| 2009      | Long Gone Day (film)       | Christian Locke     |                                              |
| 2009      | St. Roz                    | Neil                |                                              |
| 2009      | Screamers: The Hunting     | Madden              |                                              |
| 2009      | Wild Roses                 | Briggs              | 5 Episódios                                  |
| 2009      | The Listener               | Peter Garvin        | 1 Episódio                                   |
| 2010      | Rookie Blue                | Gabe Lessing        | 1 Episódio                                   |
| 2011      | Flashpoint                 | Alex Carson         | 1 Episódio, "I'd Do Anything"                |
| 2011      | Befriend and Betray        | Alex Caine          | Filme para a TV                              |
| 2011      | Against The Wall           | Shane               | 1 Episódio, "A Good Cop" (Air Date August 7) |
| 2011      | 18 to Life                 | Male Model          | 1 Episódio                                   |
| 2013      | Lost Girl                  | Massimo "The Druid" | Papel recorrente, 5 episódios                |
| 2013      | A Sister's Revenge         | Michael Miller      | Filme para a TV                              |
| 2014      | Being Human                | Andrew              | Papel recorrente, 5 episódios                |
| 2014      | 19-2                       | Richard             | 2 epis´´odios: "Winter" & "Medals"           |
| 2015      | Vox                        | Matt                | Filme para a TV                              |
| 2015      | Unearthing                 | Healy James         | Filme para a TV                              |
| 2015–2017 | Schitt's Creek             | Mutt Schitt         | Papel principal, 23 episódios                |
| 2016–2021 | Wynonna Earp               | Doc Holliday        | Elenco principal                             |
| 2016      | Crossfire                  | Graydon             | Filme para a TV                              |
| 2017      | Saving Hope                | Spencer Walsh       | Episódio: "Birthday Blues"                   |
| 2018      | Lake Placid: Legacy        | Sam                 | Filme para a TV                              |
| 2018      | Beginner's Luck            | Terry               | Em pós-produção                              |
| 2019      | Christmas Town             | Travis              | Filme                                        |
| 2020      | Vagrant Queen              | Isaac Stelling      | Papel principal, 10 episódios                |